# Els De Rammelaere
Pour les articles homonymes, voir De Rammelaere.
Els G. De Rammelaere, née le 12 avril 1969 à Tielt est une femme politique belge flamande, membre du N-VA.

## Biographie
Els De Rammelaere est licenciée en droit et avocate[réf. nécessaire].

## Fonctions politiques
- Échevine de Tielt.
- Députée fédérale du 10 juin 2007 au 12 mai 2010.
- Bourgmestre de Tielt (2013-)